# Smålands runinskrifter 45
Runinskrift Sm 45 är en vikingatida runsten vid Bräkentorpasjön, Ljungby kommun, i Småland. Stenen var ursprungligen placerad två kilometer längre söderut, vid det vägmöte som inskriften omtalar. Runstenens spiralform är unik i Sverige.

## Inskriften
Translitterering av runraden:
· uest-n · karþ- · (k)ub- · þesi · efteʀ · esburn · bruþur · sin · uitrik · þesi · a uiki·muti
Normalisering till runsvenska:
Vest[æi]nn gærð[i] kumb[l] þessi æftiʀ Æsbiorn, broður sinn, vitring þessi a vegamoti.
Översättning till nusvenska:
Västen gjorde detta minnesmärke efter Åsbjörn, sin broder, minnesvården vid vägmötet.